# Павлова, Пепа
Пепа Павлова (болг. Пепа Павлова; род. 1 января 1961) — болгарская легкоатлетка, специалистка по бегу на короткие дистанции. Выступала за сборную Болгарии по лёгкой атлетике в 1982—1987 годах, обладательница бронзовой медали Всемирной Универсиады, победительница турнира «Дружба-84», победительница и призёрка первенств республиканского значения, участница двух чемпионатов мира.

## Биография
Пепа Павлова родилась в 1961 году.
Первого серьёзного успеха на международном уровне добилась в сезоне 1982 года, когда вошла в состав болгарской сборной и выступила на соревнованиях в Будапеште, где в зачёте бега на 200 метров выиграла бронзовую медаль.
В 1983 году принимала участие во впервые проводившемся чемпионате мира по лёгкой атлетике в Хельсинки — вместе с соотечественницами заняла четвёртое место в эстафете 4 × 100 метров.
В 1984 году в дисциплине 200 метров выиграла серебряные медали на стартах в Софии и Варшаве. Рассматривалась в качестве кандидатки на участие в летних Олимпийских играх в Лос-Анджелесе, однако Болгария вместе с другими странами восточного блока бойкотировала эти соревнования по политическим причинам. Вместо этого Павлова выступила на альтернативном турнире «Дружба-84» в Праге, где стала девятой в индивидуальном беге на 100 метров и с болгарской командой одержала победу в эстафете 4 × 100 метров.
В 1985 году стала чемпионкой Болгарии в беге на 100 и 200 метров. Будучи студенткой, представляла страну на Всемирной Универсиаде в Кобе — дошла до полуфиналов в дисциплинах 100 и 200 метров, тогда как в программе эстафеты 4 × 100 метров взяла бронзу.
В 1986 году отметилась выступлением на 400-метровой дистанции на чемпионате Европы в помещении в Мадриде. На чемпионате Европы в Штутгарте показала четвёртый результат в эстафете 4 × 400 метров.
В 1987 году бежала эстафету 4 × 400 метров на чемпионате мира в Риме, став в финале восьмой. По окончании этого сезона завершила спортивную карьеру.